# Lissanthe brevistyla
Lissanthe brevistyla är en ljungväxtart som beskrevs av Anthony R. Bean. Lissanthe brevistyla ingår i släktet Lissanthe och familjen ljungväxter. Inga underarter finns listade i Catalogue of Life.